# Ярра-Рейнджес (национальный парк)
У этого топонима есть и другие значения, см. Ярра-Рейнджес (графство).
Ярра-Рейнджес (англ. Yarra Ranges National Park) — национальный парк в штате Виктория, Австралия.
Парк занимает площадь 760,03 км², на его территории находятся склоны горного хребта Ярра, из-за которого он и получил своё название. На территории парка расположено водохранилище Аппер-Ярра, протекают реки Ярра и Голберн. Высшая точка парка — гора Донна-Буанг (1250 м).
Официально парк был основан в декабре 1995 года, однако данная территория считалась охраняемой как минимум с 1880-х годов, так как она является водосборным бассейном для питьевой воды второго по величине города страны — Мельбурна. Несмотря на то, что бо́льшая часть парка закрыта для туристов, в 2002 году здесь побывали около 800 000 человек.
В Ярра-Рейнджес обитают около 40 видов млекопитающих, в том числе редкий беличий кускус, около 120 видов птиц, в том числе чёрная сипуха, большая иглоногая сова, иглоногая лающая сова, малиновогрудая петроика, траурный какаду, королевский попугай, светлый ястреб, красная розелла. Более 450 видов растений.